# Tunnel de la Major/la Joliette
Le tunnel de la Major et le tunnel de la Joliette sont deux tunnels routiers situés dans le quartier de la Joliette, à Marseille. 

## Situation et accès
Ils relient le tunnel du Vieux-Port au Sud et l'autoroute A55 au Nord. Leur longueur est de 1 418 mètres pour le tunnel de la Major et 1 020 mètres pour celui de la Joliette.
Les tunnels de la Major et de la Joliette sont deux tunnels monotubes, unidirectionnels, à deux voies. Chaque voie est d'une largeur de 3 mètres. Ils disposent de deux zones de garage sur le premier tiers des ouvrages et d'une aire de retournement sur le dernier tiers des ouvrages.
Le tunnel de la Joliette est emprunté dans le sens nord-sud tandis que celui de la Major dans l'autre sens.

## Origine du nom
Ils sont ainsi appelés car ils traversent le quartier de la Joliette et passent près de la cathédrale de la Major.

## Historique

### Tunnel de la Major
Le tunnel de la Major a été construit en vue de faciliter la circulation des véhicules entre le centre-ville et l'extérieur de Marseille. Pendant longtemps, cette fonction était assurée par un autopont disgrâcieux. Dans le cadre du projet Euroméditerranée, le tunnel de la Major est construit en plusieurs étapes pour permettre la suppression de l'autopont, la libération du quai de la Joliette tout en améliorant les conditions de circulation.
Le 5 septembre 1994 est mis en service le tunnel des Dames qui, sous l’avenue Robert-Schuman, s'étend de la rue Marchetti à la place de la Joliette. Ce tunnel est coupé à la circulation entre février 2000 et décembre 2002 pour permettre la réalisation du Tunnel de la Major, mis en service le 16 décembre 2002.

### Tunnel de la Joliette
Le tunnel de la Joliette a été construit dans la même optique que le tunnel de la Major mais dans le sens inverse. Il a pour but de requalifier l’axe littoral du quartier et de réduire les nuisances autrefois causées par la partie terminale de l’autoroute A55 en viaduc jusqu’au Vieux-Port, dont ce tunnel reprend le tracé. Il permet également d’assurer une continuité de voie rapide à hauteur du tunnel du Vieux-Port à l’extrémité sud du tracé.
Le 14 mars 2007, l'axe nord-sud de l'autoroute est déclassé sur 1 kilomètre entre le Silo et la cathédrale de la Major pour entrer dans la voirie de Marseille Provence Métropole, ce qui amènera la partie terminale du viaduc de la Joliette à sa fermeture puis à sa destruction en octobre 2008. Pour anticiper ces travaux, la rampe de descente de la sortie 2 de l’autoroute est détruite le 25 mars 2008 pour la remplacer par une autre un peu plus au nord mais provisoire qui sera mise en service lors de la fermeture du viaduc principal.
Entre le 17 octobre 2008 et le 22 mars 2011, le tracé du viaduc démoli est remplacé par un itinéraire de substitution provisoire géré par la DIR Méditerranée empruntant des emprises du port autonome.
Le 23 mars 2011, le tunnel de la Joliette est mis en service. L'autopont provisoire est démoli en mai 2011 pour réaménager la voirie de surface. La nouvelle bretelle de sortie sera mise en service trois ans plus tard, en mai 2014.